# Amministrazione apostolica dell'Albania meridionale
L'amministrazione apostolica dell'Albania meridionale (in latino Administratio Apostolica Albaniae Meridionalis) è una sede della Chiesa cattolica in Albania suffraganea  dell'arcidiocesi di Tirana-Durazzo. Nel 2022 contava 1.921 battezzati su 1.421.036 abitanti. La sede è vacante.

## Territorio
L'amministrazione apostolica estende la sua giurisdizione sui fedeli sia di rito latino sia di rito bizantino (quindi della Chiesa greco-cattolica albanese) della parte meridionale dell'Albania, che è popolata prevalentemente da cristiani ortodossi e da musulmani. Comprende le prefetture di Argirocastro, Berat, Coriza, Elbasan, Fier e Valona.
Sede dell'amministrazione apostolica è la città di Valona, dove si trova la procattedrale di Santa Maria e San Luigi.
Il territorio è suddiviso in 5 parrocchie.

## Storia
L'amministrazione apostolica fu eretta l'11 novembre 1939 con la bolla Inter regiones di papa Pio XII, ricavandone il territorio dall'arcidiocesi di Durazzo. Originariamente era suffraganea dell'arcidiocesi di Scutari (oggi arcidiocesi di Scutari-Pult).
Nel 1948 morì per sfinimento padre Josif Papamihali, parroco di rito bizantino, sepolto vivo nella palude in cui lavorava. L'amministratore apostolico Vinçenc Prennushi (arcivescovo di Durazzo) morì in carcere nel 1949 per infarto, causato dai maltrattamenti, dalle torture e dalle condizioni della prigionia.
È rimasta vacante durante il regime di Enver Hoxha. Dal 1992 al 1996 fu affidata alla cura pastorale del nunzio apostolico in Albania, Ivan Dias (poi cardinale).
Il 25 gennaio 2005 entrò a far parte della provincia ecclesiastica dell'arcidiocesi di Durazzo-Tirana (oggi arcidiocesi di Tirana-Durazzo).
Fin dalla sua fondazione l'amministrazione estende la propria giurisdizione anche sui fedeli della Chiesa greco-cattolica albanese.

## Cronotassi dei vescovi
Si omettono i periodi di sede vacante non superiori ai 2 anni o non storicamente accertati.
- Leone Giovanni Battista Nigris † (1940 - 1945 dimesso)
- Beato Vinçenc Prennushi, O.F.M. † (1946 - 19 marzo 1949 deceduto)
  - Sede vacante (1949-1992)
- Ivan Dias † (1992 - 8 novembre 1996 nominato arcivescovo di Bombay)
- Hil Kabashi, O.F.M. (3 dicembre 1996 - 15 giugno 2017 ritirato)
- Giovanni Peragine, B. (15 giugno 2017 - 20 maggio 2024 nominato arcivescovo coadiutore di Scutari-Pult)

## Statistiche
L'amministrazione apostolica nel 2022 su una popolazione di 1.421.036 persone contava 1.921 battezzati, corrispondenti allo 0,1% del totale.
| anno | popolazione | popolazione | popolazione | presbiteri | presbiteri | presbiteri | presbiteri                | diaconi | religiosi | religiosi | parrocchie |
| anno | battezzati  | totale      | %           | numero     | secolari   | regolari   | battezzati per presbitero | diaconi | uomini    | donne     | parrocchie |
| ---- | ----------- | ----------- | ----------- | ---------- | ---------- | ---------- | ------------------------- | ------- | --------- | --------- | ---------- |
| 1950 | 4.400       | ?           | ?           | 22         | 7          | 15         | 200                       |         |           |           | 11         |
| 1997 | 2.474       | 1.910.000   | 0,1         | 16         | 5          | 11         | 154                       |         | 16        | 72        | 14         |
| 2000 | 2.527       | 1.910.000   | 0,1         | 14         | 3          | 11         | 180                       | 1       | 20        | 85        | 14         |
| 2001 | 2.655       | 1.910.000   | 0,1         | 14         | 3          | 11         | 189                       | 1       | 18        | 89        | 14         |
| 2002 | 2.800       | 1.900.000   | 0,1         | 15         | 4          | 11         | 186                       |         | 15        | 98        | 6          |
| 2003 | 3.000       | 1.900.000   | 0,2         | 14         | 4          | 10         | 214                       |         | 15        | 97        | 9          |
| 2004 | 3.200       | 1.900.000   | 0,2         | 14         | 4          | 10         | 228                       |         | 15        | 97        | 9          |
| 2007 | 3.600       | 1.927.000   | 0,2         | 11         | 1          | 10         | 327                       |         | 15        | 88        | 9          |
| 2010 | 3.558       | 2.137.000   | 0,2         | 13         | 1          | 12         | 273                       |         | 16        | 88        | 8          |
| 2014 | 3.596       | 2.140.000   | 0,2         | 8          | 1          | 7          | 449                       |         | 11        | 82        | 11         |
| 2017 | 3.726       | 1.443.013   | 0,3         | 12         | 2          | 10         | 310                       |         | 14        | 77        | 15         |
| 2019 | 1.923       | 1.443.013   | 0,1         | 8          | 2          | 6          | 240                       |         | 10        | 70        | 15         |
| 2020 | 1.922       | 1.441.425   | 0,1         | 8          | 2          | 6          | 240                       |         | 12        | 69        | 11         |
| 2022 | 1.921       | 1.421.036   | 0,1         | 14         | 3          | 11         | 137                       |         | 15        | 70        | 5          |